# Tacky’s Rebellion

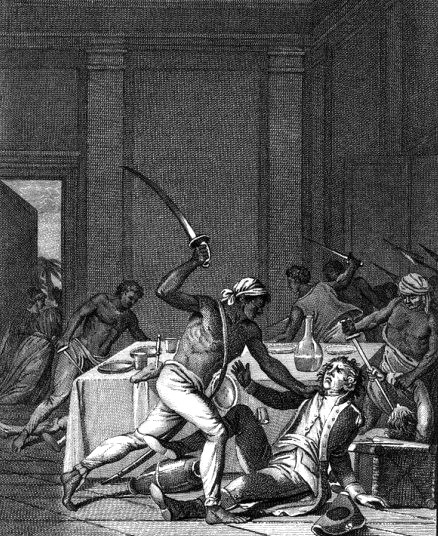
Französische Darstellung zu Tacky’s War aus dem Jahr 1800. Das Bild veranschaulicht die Furcht weißer Europäer vor Sklavenrevolten und nimmt eine Täter-Opfer-Umkehr vor.

Tacky’s Rebellion (auch Tacky’s War, Tacky’s Revolt, Easter Rebellion oder neuerdings auch Coromantee War) war der größte Sklavenaufstand in der Geschichte von Jamaika und nach der Haitianischen Revolution der zweitgrößte in der gesamten Karibik. Der Aufstand begann am 7. April 1760 in der Stadt Port Maria und endete im Oktober 1761 in Westmoreland Parish.

## Bezeichnung
Vincent Brown führt den Begriff Coromantee War als Alternative zu Tacky’s Revolt ein, da Tacky nur einer unter mehreren Anführern war, er bereits im April 1760 getötet wurde und die Namensgebung auf das fehlende Verständnis der Kolonisten für die Struktur der Aufstandsbewegung zurückgeht. Maria Allessandra Bollettino lehnt die traditionelle Bezeichnung ebenfalls ab, da sie von Edward Long geprägt worden sei und dieser den Namen eines einzelnen Sklaven auf eine heterogene Aufstandsbewegung übertragen habe.

## Ablauf

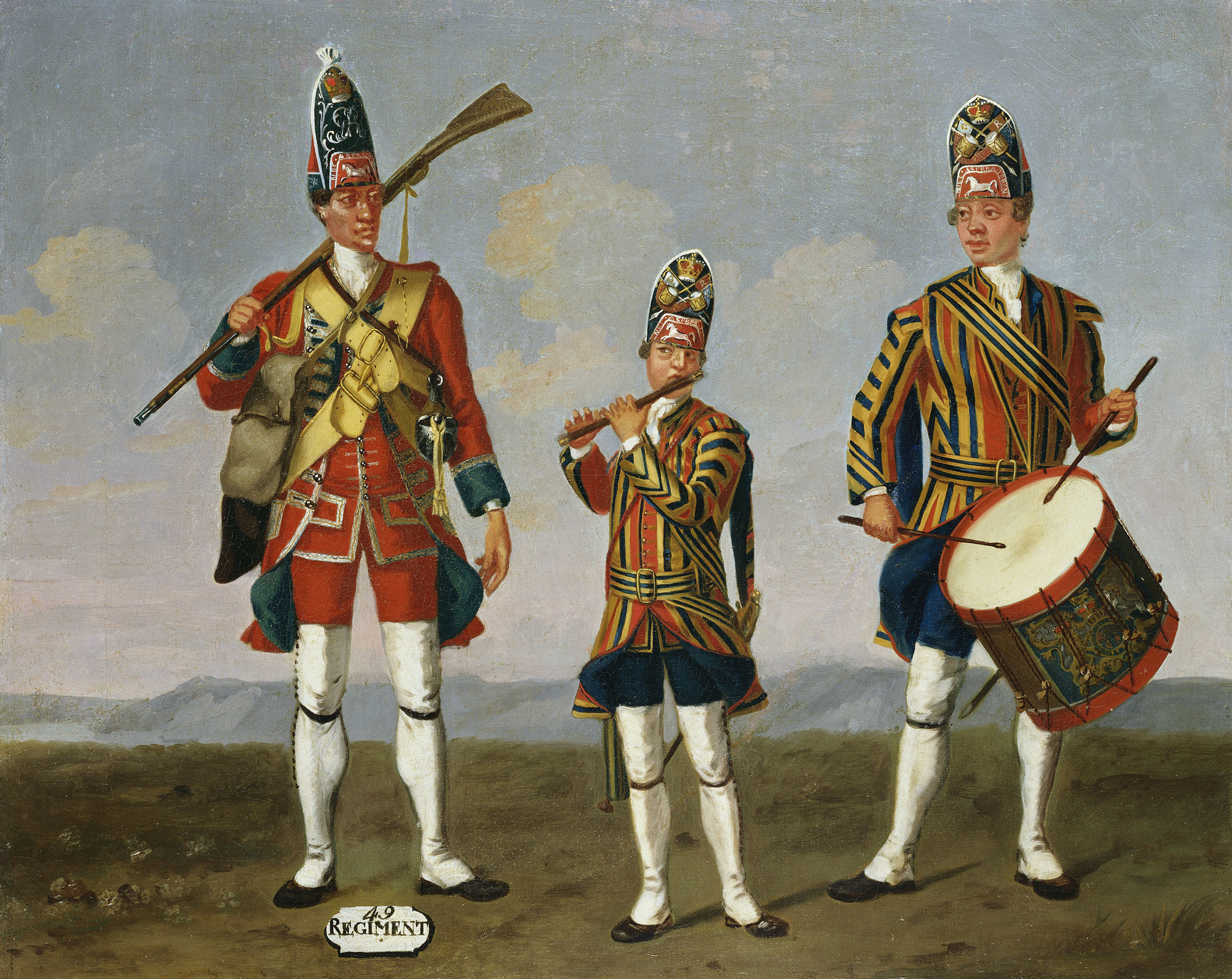
Das 49th Regiment of Foot wurde zur Mitte des 18. Jahrhunderts in Jamaika aufgestellt und war an der Niederschlagung von Tacky’s Rebellion beteiligt (Gemälde von 1751)

1763 publizierte Karte Jamaikas, die auf zwischen 1756 und 1761 durchgeführten topographischen Aufnahmen beruht

Die Revolte begann im Mai 1760 in Port Maria. Jamaika war zu dieser Zeit Teil des Britischen Weltreichs. Der Aufstand wurde angeführt von einem schon zuvor bei den Engländern berüchtigten Sklaven namens Tacky, der vor seiner Verschleppung aus Afrika ein Stammeshäuptling der Fante gewesen war. Als Sklave war er ein Führer der sogenannten Coromantee. Der Name ist abgeleitet von der Küstenstadt Kormantse im heutigen Ghana.
Tacky und seine Anhänger drangen in der Nacht des Ostersonntags in den Hafen von Port Maria ein und erbeuteten Musketen, Schießpulver und Kugeln Am Morgen darauf schlossen sich ihnen hunderte von Sklaven an. Sie zogen  ins Landesinnere und zerstörten dort Plantagen, wobei sie die meisten Plantagenbesitzer und viele hellhäutige Einwohner töteten. Während der Revolte konnten die Aufständischen mehrere Munitionslager in und um Port Maria erobern.
Nach über einem Monat der Rebellion schickte die britische Führung zwei komplette Kompanien, die den Aufstand blutig unterdrückten. Der Anführer Tacky wurde im Kampf von hinten erschossen. Nachdem die Revolte gescheitert war, flohen viele der Aufständischen und andere Sklaven in die naheliegenden Berge und schlossen sich den dort lebenden entflohenen Sklaven (Maroons) an. Nach der Rebellion wurden circa 300 Sklaven hingerichtet. Die Maroons beteiligten sich an der Niederschlagung des Aufstands.
Schätzungen zu den Opferzahlen beruhen auf widersprüchlichen Äußerungen in zeitgenössischen Texten sowie vereinzelten Listen zu getöteten und gefangenen Aufständischen. Nach Vincent Brown verloren etwa 60 Weiße ihr Leben, wohingegen ca. 500 schwarze Männer und Frauen während Tackys Rebellion im Kampf getötet, hingerichtet oder in den Selbstmord getrieben wurden. Den in der Boston Evening Post erschienenen Briefen eines Kolonisten zufolge hatten die Sklavenhalter Ende Juni 1760 knapp 700 Schwarze getötet. Derartige Zahlenangaben sind jedoch zweifelhaft, da die Quelle keine Rückschlüsse auf die Datengrundlage zulässt und es sich auch um eine grobe Schätzung oder einen großzügig aufgerundeten Wert handeln könnte.

## Gedenken, Rezeption und Bewertung

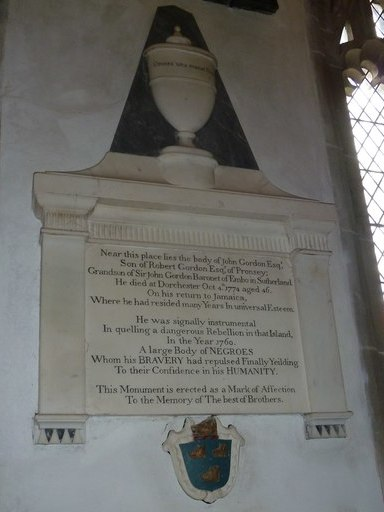
2020 entfernter Epitaph für John Gordon in Dorset. Der Text verharmlost die Gewalt der Sklavenhalter und nutzt rassistisches Vokabular.

In der Kirche St Peter in Dorchester erinnerte bis 2020 ein Epitaph an den dort während einer Reise verstorbenen Plantagen- und Sklavenbesitzer John Gordon und seine Rolle bei der blutigen Niederschlagung des Aufstands. Nach Beschwerden im Besucherbuch der Kirche, einer Kampagne der Initiative Stand Up To Racism Dorset und einer Abstimmung der Kirchenleitung wurde das Epitaph entfernt und soll nun an ein Museum gegeben werden.
In Jamaika erinnert man sich an Tacky, er ist aber kein Nationalheld. In Claude Stuart Park in Port Maria von der Jamaica National Trust Commission ein Denkmal zu Ehren von „Tacky of the Easter Rebellion“ errichtet. Tacky habe laut der Inschrift „unsere Vorfahren“ angeführt: „The brave Tacky lost his own life but he had struck a blow for freedom that helped to hasten the end of bondage.“ Seit den 2000er Jahren lässt sich eine Intensivierung des Gedenkens konstatieren. Seit 2005 wird Tacky in Port Maria am 8. Mai gedacht. Er dient außerdem als Namensgeber des Wasserfalls Tacky Falls und der Tacky High School in Saint Mary Parish.
Der 2020 erschienene Jugendroman Cane Warriors des britischen Schriftstellers Alex Wheatle erzählt die Geschichte eines vierzehnjährigen Jungen während Tackys Rebellion.
Tackys Rebellion wurde in der Geschichtswissenschaft bisher nicht als Bestandteil des Siebenjährigen Krieges aufgefasst. Der amerikanische Historiker Vincent Brown plädiert jedoch dafür: Zum einen bedrohte der Aufstand die britische Position in der Karibik und beeinflusste die britischen Kriegsanstrengungen. Zum anderen wurde der Aufstand mit denselben Truppen niedergeschlagen (74th Foot), die vorher französische Kolonien erobert hatten. Ähnlich nennt auch Mark H. Danley die Untersuchung der Verbindungen zwischen dem Siebenjährigen Krieg und den Sklavenrevolten im atlantischen Raum der 1750er und 1760er Jahre als Forschungsdesiderat.

### Jugendbuch
- Alex Wheatle: Cane Warriors. Niemand ist frei, bis alle frei sind. Antje Kunstmann, München 2023 (engl. Original London 2020), ISBN 978-3-95614-543-8.